# Ploskovice (zamek)
Zamek Ploskovice – renesansowy zamek pałacowego typu w stylu barok, położony w Czechach, we wsi Ploskovice.

## Historia zamku
Przypuszcza się, że zamek został ufundowany przez Kiliána Ignáca Dientzenhofera, który pracował w Pradze. Budowę rozpoczęto w latach 20. XVIII stulecia, ukończono o 10 lat później. Stworzono grotę, upiększoną posągami gigantów. Założono ogród francuski, otaczający zielenią i wodotryskami gmach zamkowy. Powierzchnia parku wynosi 8 hektarów.
Po rozpadzie państwa Austro-Węgry zamek otrzymały Czechy. Miało w nim swoją letnią siedzibę czeskie Ministerstwo Spraw Zagranicznych. Po drugiej wojnie światowej zamek został upaństwowiony.

## Galeria

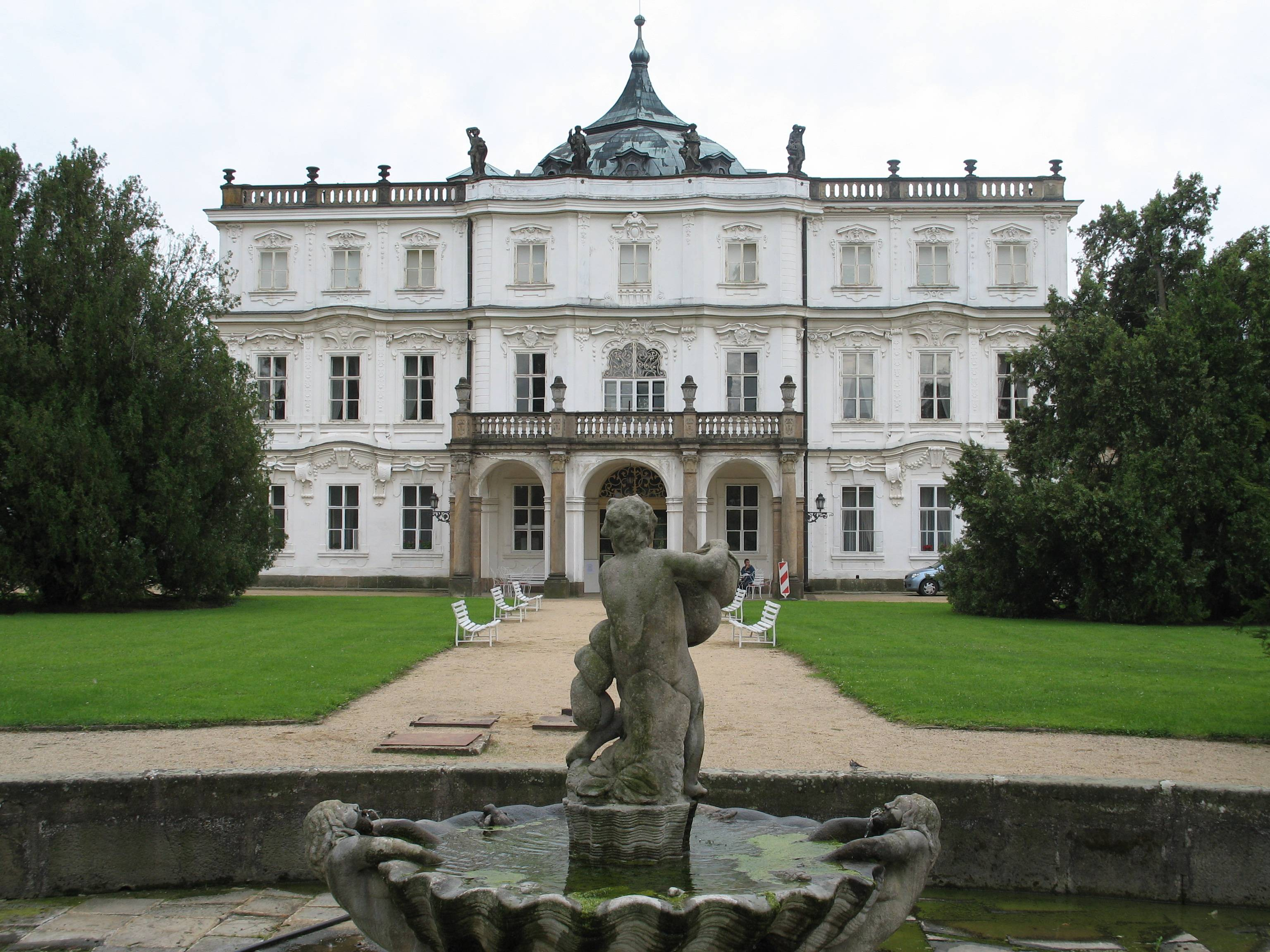
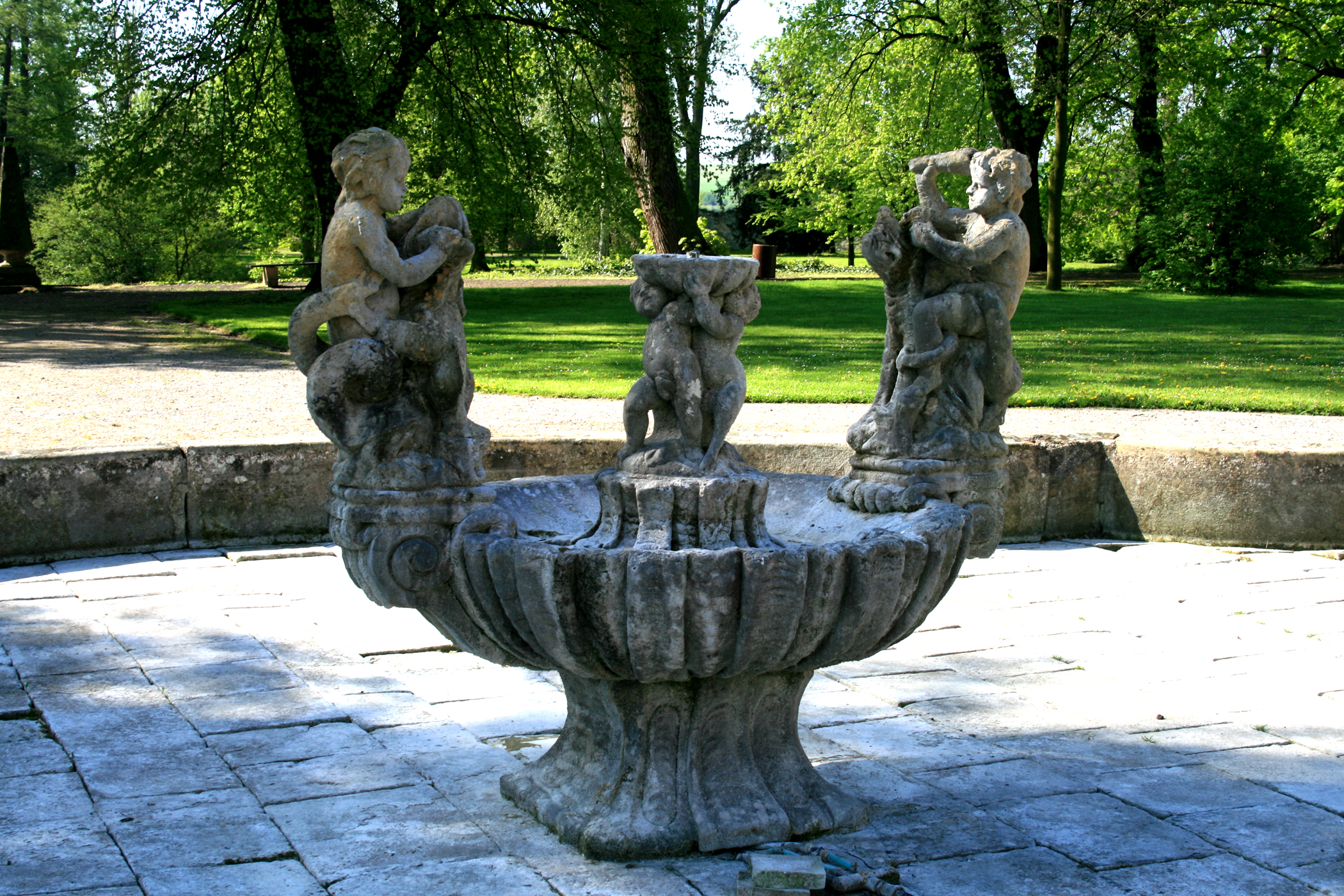
Wodotrysk
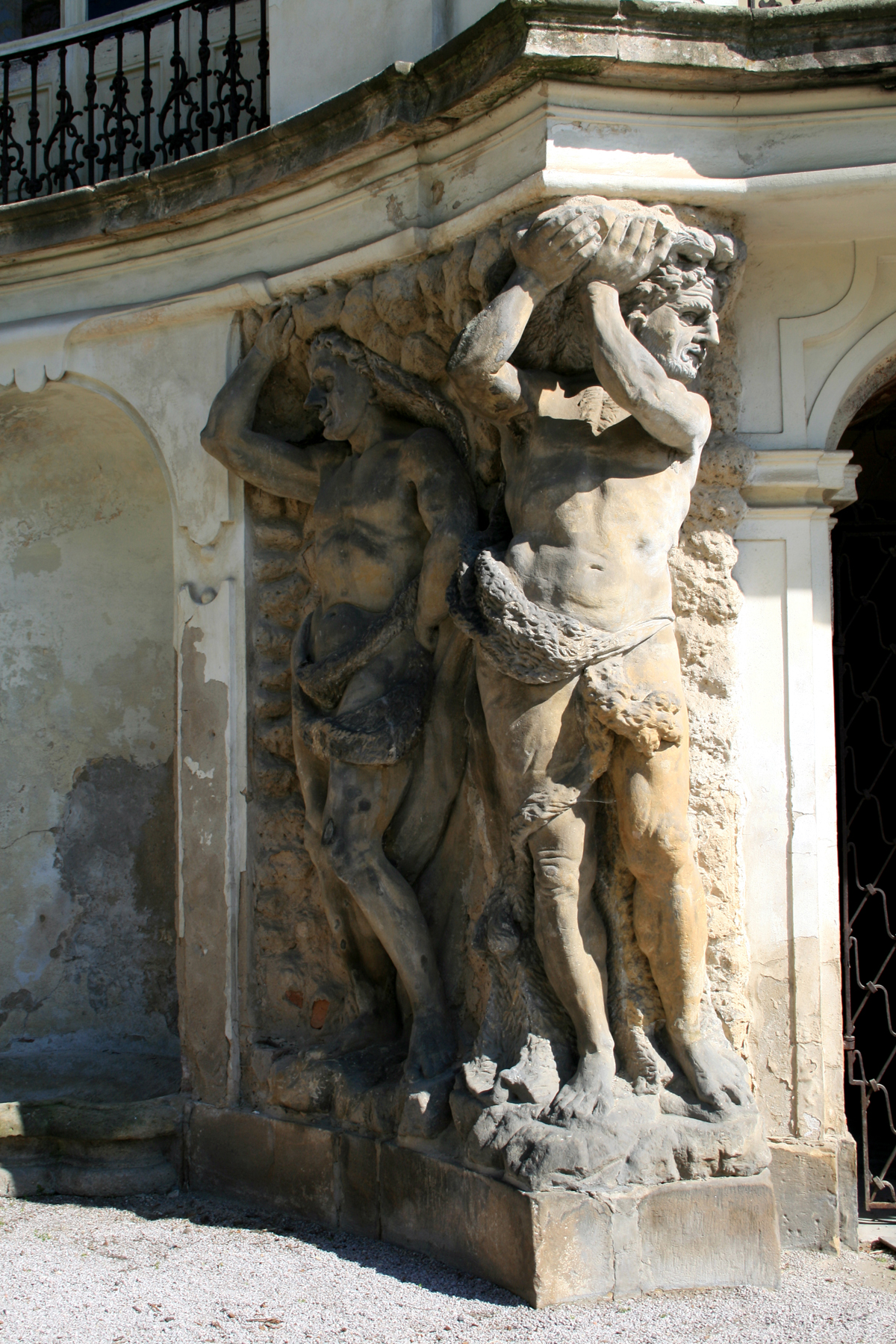
Posągi przy wejściu
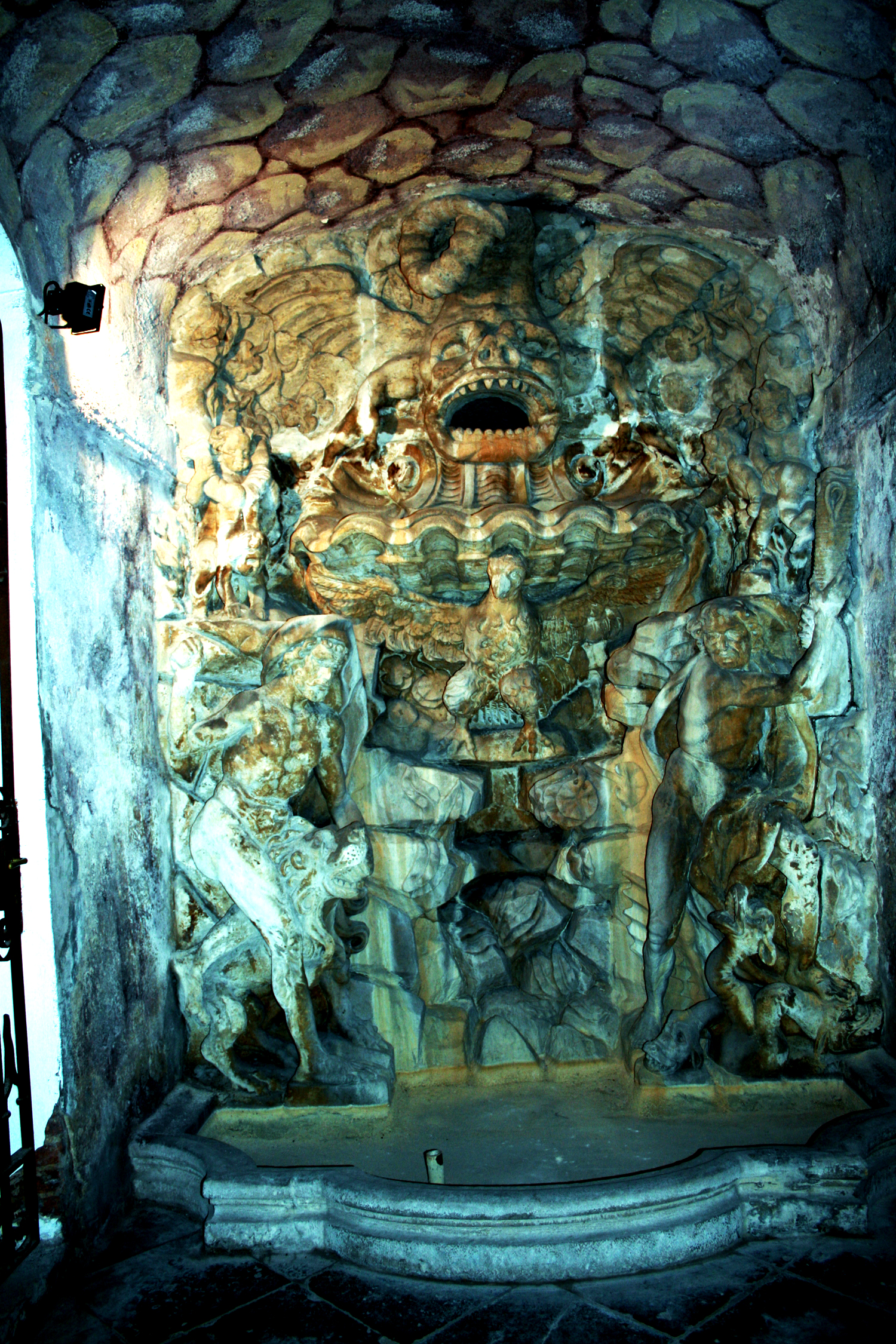
Grota zamku
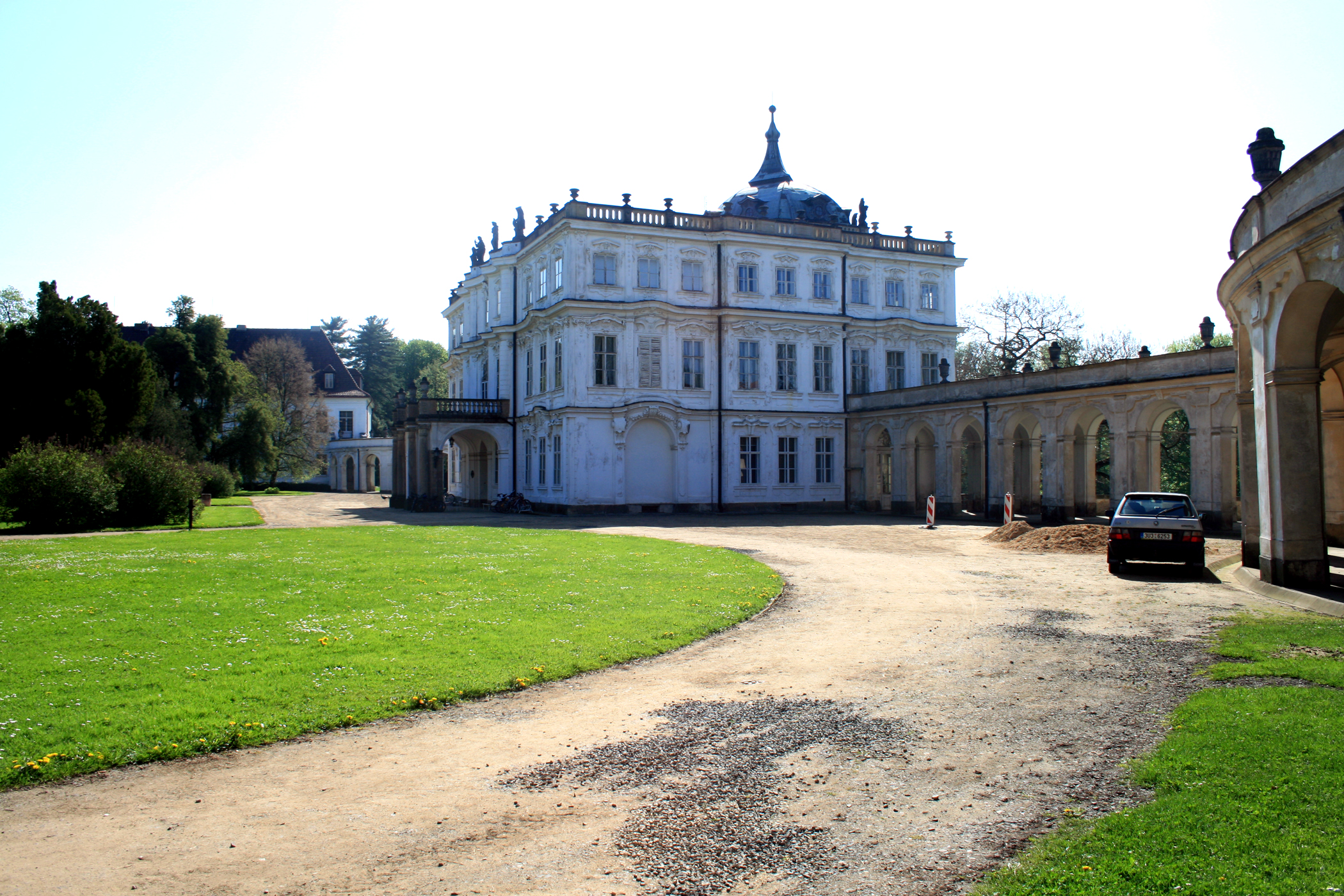
Podwórze frontowe